# Индонезийская крестьянская партия
Индонези́йская крестья́нская па́ртия (индон. Partai Tani Indonesia) — политическая партия Индонезии. Была основана в декабре 1945 года в Пурвакарте . Действовала главным образом на Западной Яве .
В марте 1951 года присоединилась к Консультативной группе политических партий .
На выборах в Учредительное собрание получила 30 060 голосов и одно место .